# Kotao
 Ovo je glavno značenje pojma Kotao. Za druga značenja pogledajte Kotao (razdvojba).
Kotao je velika posuda koja služi za zagrijavanje vode, proizvodnju vodene pare, destilaciju i slično. Parni kotao uobičajeni je naziv za sve uređaje i postrojenja za proizvodnju vodene pare, a takvi se uređaji danas, zbog najčešće složene konstrukcije, ispravnije nazivaju i generatorima pare. Dobivena para određene je temperature i tlaka te se primjenjuje za pogon parnih turbina i strojeva u termoelektranama, brodovima, za centralno grijanje, za tehnološke procese u industriji i slično. Parni se kotlovi razlikuju prema načinu optoka mješavine vode i pare, vrsti provjetravanja, položaju cijevi u kotlu i drugo, no u osnovi se dijele prema mediju što prolazi njihovim cijevima na vatrocijevne (s ogrjevnim vatrenim ili dimnim cijevima) i na vodocijevne (s vodnim cijevima).
Parni kotao je u općem smislu velika zatvorena cilindrična posuda od čelika, u kojoj se isparuje voda pomoću topline pri stalnom tlaku. Gorivo izgara u ložištu na rešetki. Ispod rešetke nalazi se pepelište, u kojem pada pepeo. Ispušni plinovi obilaze oko ogrjevne površine kotla i dimnim kanalom (dimovod) odlaze u dimnjak. Kotao je izrađen u obliku cilindra ili kao kombinacija cilindra, odnosno bubnjeva i cijevi. Ovakvom kombinacijom povećava se aktivna površina kotla, kroz koju toplina prolazi od ispušnih plinova na vodu. Potreban zrak za izgaranje dovodi se u ložište prirodnom ili umjetnom ventilacijom. Dolazak svježeg zraka u ložište ovisi o razlici tlaka vanjske atmosfere i tlaka u ložištu. Ako razliku tlaka proizvodi samo dimnjak, onda je to prirodna ventilacija, ako je pak proizvodi ventilator, onda je to umjetna ventilacija. 
Para se skuplja u sabiraču pare, takozvanom parnom domu na vrhu kotla, odakle se vodi parovodom do parnog stroja, odnosno na mjesto upotrebe. Svaki kotao mora imati stanovite uređaje za ispravan pogon i kontrolu pravilnog rada parnog kotla. Ti se uređaji zovu armatura parnog kotla. U armaturu parnog kotla spadaju:
- sigurnosni ventil koji automatski ispušta vodenu paru iz kotla čim prijeđe dopuštenu granicu za koju je kotao građen. Para iz parnog kotla izlazi tako dugo dok se tlak ne snizi na dopuštenu vrijednost;
- manometar ili tlakomjer koji pokazuje tlak pare u kotlu;
- vodokaz koji pokazuje visinu vode u kotlu;
- uređaj za napajanje kotla vodom;
- ventil za odvod pare i ventil za ispražnjenje kotla.[2]

## Podjela kotlova
Parni kotlovi su kotlovi koji služe za proizvodnju vodene pare, koju kasnije koriste potrošači, bilo za grijanje, u grijačima ili za pogon u parnim stapnim strojevima i turbinama. Postoji više vrsta parnih kotlova,različitih po izgledu, namjeni,tlaku, temperaturi.
Prva podjela kotlova je prema radnom tlaku na:
- niskotlačne (do 7 bara),
- srednjetlačne (do 22 bara),
- visokotlačne (preko 22 bara).

Po vrsti vodene pare koju proizvode na kotlove:
- mokru paru,
- suhozasićenu paru,
- pregrijanu paru.

Po količini proizvedene pare na kotlove:
- malog učina ili kapaciteta,
- srednjeg učina,
- velikog učina.

Po svojim konstrukcijskim osobinama imamo podjelu na dvije osnovne skupine:
- vatrocijevni kotlovi. U vatrocijevnom kotlu plinovi izgaranja prolaze kroz cijevi, a voda oplakuje cijevi i tako se zagrijava. Takav je cilindrični ili škotski kotao, građen u obliku čeličnoga bubnja u kojem se nalazi voda, a kroza nj prolaze do četiri valovite cijevi (plamenice) u kojima izgara gorivo. Osim kod parnih kotlova s jednim prolaskom dimnih plinova, obično svaka plamenica završava plamenom ili povratnom komorom, iz koje mnogo ogrjevnih cijevi (vatrocijevi) kroz kotao vodi plinove izgaranja u dimnu komoru na njegovoj prednjoj strani i dalje u dimnjak. Postoje i kombinirani cilindrični kotlovi koji imaju i vodne cijevi (Prudhon-Capusov i Howden-Johnsonov kotao). Cilindrični su kotlovi jednostavne konstrukcije, neosjetljivi na nečistu vodu i lako se čiste, a grade se samo za niske tlakove. Primjenjuju se na brodovima s parnim stapnim strojevima i kao pomoćni kotlovi na tankerima.
- vodocijevni kotlovi. Vodocijevni parni kotao s vodom u cijevima i vrućim plinovima izgaranja oko njih može biti izveden kao kosocijevni i strmocijevni. Ti se kotlovi danas primjenjuju za zahtjevnije namjene, na primjer za proizvodnju pare u prijevozu, industriji i energetici, pa je razvijeno više konstrukcija (Bensonov, La Montov, Löfflerov kotao i drugi), koje se razlikuju po svojstvima pare (s tlakovima čak većima od 300 bara i temperaturama pregrijavanja pare i većima od 600 °C), po kapacitetu, po gorivu, koje može biti ugljen, ugljena prašina, kapljevita goriva, plinovita goriva, kućanski, industrijski ili poljoprivredni otpad. Kako bi se postigla što bolja pretvorba energije te omogućio pouzdaniji rad parnih postrojenja, uz kotlove većih učinaka priključuju se dodatni dijelovi, kao što su pregrijač pare, zagrijač pojne vode, zagrijač zraka.

Po gorivu koje upotrebljavaju, to jest vrsti ložišta:
- kotlovi na ugljen,
- kotlovi na tekuća goriva (nafta, lož uljei slično).

Prema smjeru strujanja pare kroz parnu turbinu:
- aksijalni i
- radijalni.

Prema djelovanju pare na rotorske lopatice:
- akcione i
- reakcione.

Prema namjeni:
- protutlačne,
- kondenzacijske,
- s oduzimanjem.

### Kotao za centralno grijanje
Kotao za centralno grijanje može biti izveden bilo za zagrijavanje vode, ili pak za dobivanje pare niskog ili visokog tlaka. Visokotlačno parno grijanje izvodi se rijetko, to jest samo onda kada je potrebna veća temperatura ogrjevnih tijela. Niskotlačni kotlovi proizvode paru s najvećim tlakom od 0,3 do 0,4 bara. Kotlovi za grijanje vode i za proizvodnju pare niskoga tlaka uglavnom su iste konstrukcije, a izvode se kao vatrocijevni ili vodocijevni, od čeličnoga su lima ili su sastavljeni od dijelova načinjenih od lijevana željeza. Mogu se ložiti ugljenom, drvima, uljem za loženje ili prirodnim plinom. Kotlovi imaju propisane sigurnosne uređaje; kod niskotlačnih kotlova to je vertikalna cijev, s donje strane uronjena u vodu u kotlu, a s gornje otvorena. Visina te cijevi određuje najveći tlak u kotlu, a u slučaju njegova prekoračenja voda se automatski izbacuje iz cijevi i para kroz nju izlazi, smanjujući tlak u kotlu (sigurnosni ventil).

## Povijest
Iako je bilo pokušaja iskorištavanja vodene pare za strojnu upotrebu i ranije (npr. Heliogabalova sfera), stvarna upotreba pare počinje tek krajem XVII. stoljeća. Tada se para počinje upotrebljavati za proizvodnju mehaničke energije, a kotao kao uređaj za proizvodnju pare. Prvi kotlovi su bili vrlo primitivni, sličili su današnjem ekspres loncu, ispod kojih je bilo otvoreno ložište, u kojem je izgaralo drvo ili ugljen.
Poboljšavanjem prvih izvedbi, točnije, negdje oko 1812. godine napravljena je prva izvedba cilindričnog (Cornwallskog) kotla, vatrocijevnog kotla, koji je značio jedan veliki iskorak u proizvodnji pare. Cornwallski kotlovi su se upotrebljavali za proizvodnju pare za željeznicu. Modernizirani kotlovi vatrocijevnog tipa danas su još uvijek u upotrebi, a poznati su pod imenom škotski kotao.
Krajem XVIII. stoljeća, poboljšava se izvedba kotlova i prvi put se proizvode vodocijevni kotlovi, novi tip kotla koji ima puno veći stupanj iskorištenja od vatrocijevnog kotla. 1867. godine George Babcock i Stephen Wilcox su proizveli kotao kojemu je umjesto plinova, cijevima prolazila voda koja se zagrijavala. To je omogućilo smanjenje veličine kotla, bolju izmjenu topline, manju količinu vode u sustavu, dakle sveukupno i manje troškove. Vrlo brzo novi tip kotla je pruzeo primat u upotrebi, a ime Babcock-Wilkox je postalo sinonim za vodocijevni kotao.
Usporedo s razvojem kotla, razvijao se i sustav goriva za kotao. U početku to je bilo drvo, koje je kasnije zamijenjeno ugljenom, koji ima veću ogrijevnu moć. U XX. stoljeću, ugljen se zamijenio tekućim gorivima, koja su danas osnova vrsta goriva za parne kotlove. Nakon Drugog svjetskog rata, dolazi do upotrebe parnog kotla u sustavu nuklearnih centrala, gdje se voda pretvara u paru toplinom koju oslobodi atomska energija.

## Materijali kotla i dijelovi
Pri izradi kotla koriste se razni materijali ovisno o zahtijevanim svojstvima materijala. Vrsta materijala ovisi o dijelu kotla o kojem se radi. Glavni dijelovi kotla su: 
- ložište s gorionikom
- parni dio,
- vodeni dio,
- pregrijači pare,
- ekonomajzer (zagrijač vode),

parni bubanj,
sigurnosni ventil,
zračni i dimovodni kanali,
napojna pumpa generatora pare,
parni kondenzator.
Samo tijelo kotla s ložištem i cijevnom pločom, te vodenim i parnim domovima je najčešće napravljeno od ugljičnih čelika, nehrđajučih čelika i lijevanog željeza. Obloga kotla je najčešće napravljena od toplinske izolacije, a za izolaciju ložišta se najčešće upotrebljavaju šamotne opeke. Na kotlu se mogu naći:
- gorionik - uređaj za izgaranje, to jest proizvodnju topline (gorionik za tekuće gorivo, gorionik za ugljen, gorionik za plin),
- sigurnosni ventili - sprječavaju prekomjeran porast tlaka u kotlu i njegovu eksploziju, otvaraju se i ispuštaju višak pare u atmosferu,
- nivokazi ili vodokazi - pokazuju razinu vode u kotlu,
- ventili ispusta na dnu kotla (odmuljivač),
- glavni zaporni ventil,
- napojni ventil - nepovratni ventil na liniji napojne vode,
- ventil za odzračivanje (deaerator ventil),
- ventil za otpjenjivanje,
- manometri,
- senzori automatike,
- poklopci za pregled i čišćenje,
- pločica s imenom i podacima.

Sisaljke koje služe pri radu kotla dijele se na :
- napojne - služe za dobavu vode u kotao,
- cirkulacijske - služe za kruženje vode u kotlu.

### Kamenac ili kotlovac
Poseban je problem u kotlovima, bez obzira na njihovu vrstu, kotlovac ili kamenac, mineralni talog (uglavnom kalcijev karbonat) koji se grijanjem izlučuje iz vode; nakuplja se kao kora na unutarnjim stijenkama kotlova i cijevi, što može izazvati pucanje stijenki i eksploziju.

## Vanjske poveznice
- Kotlogradnja Hrvatska tehnička enciklopedija, portal hrvatske tehničke baštine. LZMK

- The Boiler House
- A short history of steamboat boilers.  Arhivirana inačica izvorne stranice od 11. listopada 2007. (Wayback Machine)
- An example of laws governing the emissions of industrial and commercial boilers